# Francesco Alighieri (1500-1562)

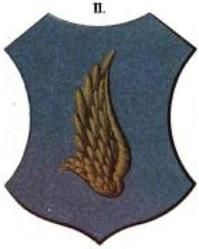
Stemma Alighieri discendenti di Dante.

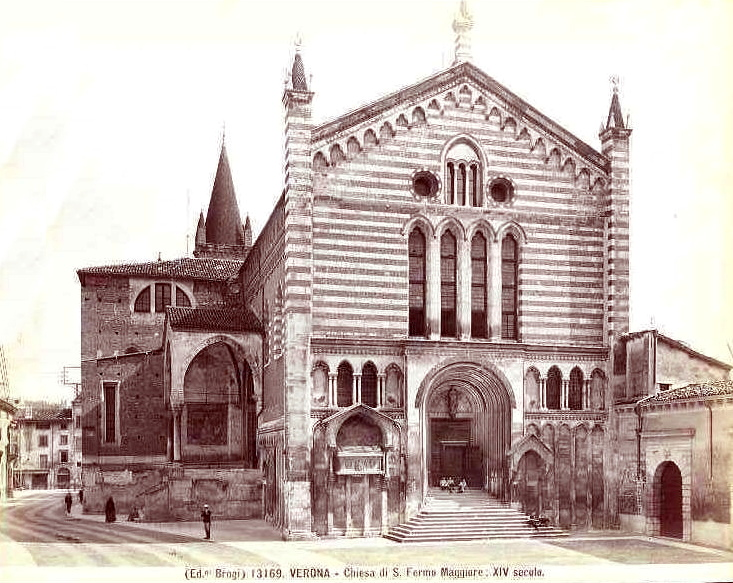
Carlo Brogi, La chiesa di S. Fermo Maggiore nel XIV secolo, disegno, seconda metà XIX secolo. In questa chiesa fu sepolto Francesco Alighieri.

Francesco Alighieri (Verona, 1500 – Verona, febbraio 1562) è stato un letterato e religioso italiano, celebre soprattutto per essere stato l'ultimo discendente diretto in linea maschile di Dante Alighieri. Il nome della famiglia continuerà con la discendenza della nipote Ginevra, sposa di Marcantonio Serego nei conti Serego degli Alighieri, tuttora esistenti a Gargagnago.

## Biografia
Figlio di Dante III Alighieri e di Lucia Lanfranchini, ricevette un'educazione umanistica molto avanzata tanto da essere definito come «il più dotto tra i figli di Dante III». 
Partito per Roma nel 1518 al fine di migliorare le proprie cognizioni di arte e di lingua latina, si fece amico dell'umanista Benedetto Valenti e, grazie a lui, poté studiare il patrimonio archeologico della famiglia nella villa a Trevi, dando origine così alle Antiquitates Valentinae. 
Divenuto famoso per la sua erudizione in materia antiquaria e linguistica, Francesco Alighieri rientrò a Verona nel 1545, quando i suoi parenti più prossimi (tra cui i due fratelli Pietro IV e Ludovico) erano deceduti senza lasciar discendenza, rendendolo l'ultimo discendente in linea maschile del famoso antenato Dante. Divenuto canonico della Cattedrale di Verona tra il 1552 e il 1555 Francesco Alighieri, che amava riposarsi però nella quiete della sua villa di Gargagnago nella Valpolicella, dichiarò proprio erede universale, nel testamento datato 12 agosto 1558 e rogato dal notaio Domenico dal Pozzo, Pieralvise Serego, figlio della nipote Ginevra (figlia a sua volta di Pietro IV) e del nobiluomo veronese Marcantonio Serego, purché Pieralvise aggiungesse al cognome paterno quello degli Alighieri. 
Francesco Alighieri morì nel febbraio 1562 e fu sepolto nella Cappella Alighieri della chiesa di San Fermo Maggiore a Verona, da lui stesso costruita tra il 1545 e il 1558 per ospitare le spoglie dei fratelli e degli altri congiunti.

## Discendenza
Francesco ebbe tre figlie naturali (Aligera, Cornelia e Ortensia) nei primi anni '50 da una donna rimasta ignota.

## Opere
- (LA) Francesco Alighieri, Antiquitates Valentinae, Roma, apud Antonium Bladum Asulanum, 1537.[11], ora in Francesco Alighieri, Antiquitates Valentinae, a cura di Claudio Franzoni, Panini, 1991, ISBN 88-7686-173-4.
- Francesco Alighieri, traduzione del De architectura di Vitruvio[12].